# Исторически преглед
„Исторически преглед“ е българско историческо списание, излизащо от 1945 г. като издание на Института за исторически изследвания към Българската академия на науките.
Публикува научни разработки и научнопопулярни статии по българското минало и общата история от древността до наши дни. В него се поддържат рубриките: „Статии“, „Съобщения“, „Извори“, „Историография“, „Хипотези“„Събития и личности“, „Селищни проучвания“, „Текуща история“, „Историческо образование“, „Рецензии и отзиви“, „Преглед“ и др.
Издават се и тематични книжки, които са посветени на актуални и значими теми от историята.
До 90-те години на XX век „Исторически преглед“ е излизал в 6 книжки годишно. След този период той излиза в 3 сдвоени книжки, което се дължи на финансови затруднения. От 2018 г. списанието се издава в 4 единични книжки годишно.
Списанието се индексира в Руския индекс за научно цитиране. Разпространява се в електронен вид чрез електронните библиотеки EBSCO и CEEOL.
Последен главен редактор на списанието е проф. Илия Тодев.